# Pluchekaporganist
De pluchekaporganist (Euphonia concinna) is een zangvogel uit de familie Fringillidae (vinkachtigen).

## Verspreiding en leefgebied
Deze soort is endemisch in westelijk Colombia.